# Giochi panellenici
I Giochi panellenici ("di tutti i greci") erano competizioni sportive a carattere sacro che impegnavano tutte le città dell'antica Grecia; una di esse, i Giochi olimpici antichi, ha dato ispirazione ai Giochi olimpici moderni.
Giochi panellenici è un termine collettivo con cui si indicano quattro diverse manifestazioni sportive che si tenevano nell'antica Grecia. I quattro eventi erano:
- I Giochi olimpici - i giochi più importanti e prestigiosi, si tenevano ogni quattro anni ad Olimpia nell'Elide ed erano dedicati a Zeus.
- I Giochi pitici - si tenevano ogni quattro anni nei pressi di Delfi ed erano dedicati ad Apollo.
- I Giochi nemei - si tenevano ogni due anni a Nemea ed erano anch'essi dedicati a Zeus.
- I Giochi istmici - si tenevano ogni due anni nei pressi di Corinto ed erano dedicati a Poseidone.

I giochi venivano organizzati seguendo un ciclo di quattro anni, noto come Olimpiade, che era uno dei modi in cui gli antichi Greci misuravano il tempo. I Giochi olimpici venivano presi come punto di partenza, ovvero rappresentavano il primo anno del ciclo; nel secondo anno si tenevano sia i Giochi nemei che i Giochi istmici (in mesi diversi), seguiti dai Giochi pitici nel terzo anno e da una nuova edizione dei Nemei e Istmici nel quarto. A quel punto il ciclo ricominciava con la disputa dei Giochi olimpici. Erano organizzati in questo modo affinché gli atleti potessero partecipare a tutti i giochi.
Nel 262 a.C. vennero aggiunti i giochi tolemaici a seguito della guerra cremonidea in funzione anti-macedone; questi giochi si tenevano ogni quattro anni ad Alessandria ed erano dedicati a Tolomeo Sotere e Berenice I.
Nel 28 a.C. vennero anche allestiti i giochi aziaci (ludi actiati) da Augusto, ciò per commemorare la battaglia di Azio avvenuta nel 31 a.C. 

## Le Olimpiadi
In Grecia intorno all'VIII secolo a.C. iniziò a diffondersi lo sport nel senso proprio del termine (ossia la gara) e i giochi atletici. Infatti ogni quattro anni a partire dal 776 a.C., ad Olimpia si tennero gare sacre in onore di Zeus.
Le competizioni venivano organizzate dalle anfizionie dell'Elide (la regione in cui si trovava Olimpia), ma erano riservate esclusivamente a cittadini maschi, liberi, adulti e di stirpe greca. Donne e stranieri erano esclusi dalla partecipazione alle gare (le donne potevano però partecipare come proprietarie di cavalli impegnati nelle corse) e anche dal pubblico.
Durante le Olimpiadi venivano sospese tutte le operazioni di guerra, e si instaurava la cosiddetta tregua olimpica; chi la violava incorreva nel pericolo di essere escluso dalle successive gare. Il territorio all'interno del recinto sacro, l'Altis (in greco antico: Αλτὶς?) di Olimpia era considerato sacro a Zeus e quindi non era consentito introdurvi armi o compiervi atti di violenza. Anche la regione di Olimpia, l'Elide, godeva di un certo grado di protezione; abbiamo notizie di eserciti che attraversavano la regione solo dopo aver consegnato le armi alle autorità riavendole solo dopo avere oltrepassato i confini. Ma non sono infrequenti violazioni a queste regole, culminate in uno scontro all'arma bianca durato giorni all'interno del l'altissima.

## Come si svolgevano i giochi panellenici
I principali giochi che si svolgevano nell'arco di cinque giorni erano: la corsa dei carri, lo stadio, la lotta, il 
pugilato, il pancrazio e il pentathlon (una competizione mista che comprendeva lotta, stadio, salto in lungo, lancio del giavellotto e lancio del disco). Tranne gli aurighi, gli atleti svolgevano le loro prove completamente nudi.
I partecipanti potevano arrivare da tutto il mondo greco, tra cui le varie colonie sparse dall'Asia Minore alla penisola Iberica. I partecipanti dovevano però essere persone con una certa disponibilità economica, per potersi permettere il costo degli allenamenti, del viaggio, dell'alloggio ed altro. Non era consentita la partecipazione né alle donne né ad atleti non-greci, anche se vi registrarono alcune rarissime eccezioni alla regola come quella fatta per Nerone.
Però nel corso dei giochi assumevano un ruolo di fondamentale importanza la musica e la poesia: infatti spesso si tenevano rassegne musicali e poetiche a cui partecipavano numerosi artisti e poeti molto famosi a quel tempo.
La celebrazione dei vari giochi costituiva anche un'occasione per stipulare patti o alleanze tra le varie polis.

## Un momento di incontro della nazione greca
Le Olimpiadi erano le gare più prestigiose di un mondo che vedeva nello sport un elemento fondamentale della vita pubblica. Chi otteneva il primo premio in tutte e quattro le manifestazioni che componevano i Giochi Panellenici si assicurava una gloria straordinaria: era perciò definito "Periodonikes", "vincitore di tutti i giochi" e passava alla storia dell'intera nazione come un eroe.
I giochi panellenici svolsero così un ruolo non indifferente nel rafforzare il sentimento di appartenenza a una "patria comune" nei greci (panellenismo). Essi trovavano il loro modello ideale nell'arte, ossia nel valore degli eroi omerici; infatti anche la vittoria nelle gare cui partecipavano i migliori atleti della Grecia era considerata come segno di orgoglio personale e, come gli eroi omerici, anche gli atleti aspiravano alla "fama", conseguente al loro successo nelle gare.

## Il ritorno del vincitore
Nei Giochi olimpici, ma anche negli altri Giochi panellenici, si manifestavano numerosi aspetti caratteristici della cultura della Grecia arcaica, tra cui l'orgoglio personale nel primeggiare e diventare un eroe, ma anche la sfida e la gara. Ma come esistevano i vincitori esistevano anche i perdenti che al loro ritorno a casa venivano derisi ed emarginati. I vincitori invece erano spesso oggetto di grandissima ammirazione, e una vittoria ai Giochi olimpici era spesso un buon modo per farsi strada nel contesto sociale della propria città e per accumulare grandi ricchezze, nonostante i premi ufficiali fossero di scarsissimo valore materiale. Al loro arrivo in città gli atleti venivano festeggiati con feste pubbliche in loro onore e per loro innalzavano anche statue o si scrivevano inni o si componevano poesie. Talvolta si tributava l'onore più ambito, quello di entrare nella città non dalle porte nelle mura, ma attraverso una breccia praticata per l'occasione. Pindaro, uno dei maggiori poeti greci si specializzò appunto in canti epinici, "canti per la vittoria".